# Jaroslav Krasl
Jaroslav Krasl (* 23. března 1932) je bývalý český fotbalista, reprezentant Československa. Za československou reprezentaci odehrál v roce 1952 dvě utkání proti Albánii, ve kterých byl reprezentací pověřen tým Sokol Stalingrad. Hrál za Sokol Stalingrad.